# 喜劇 駅前競馬

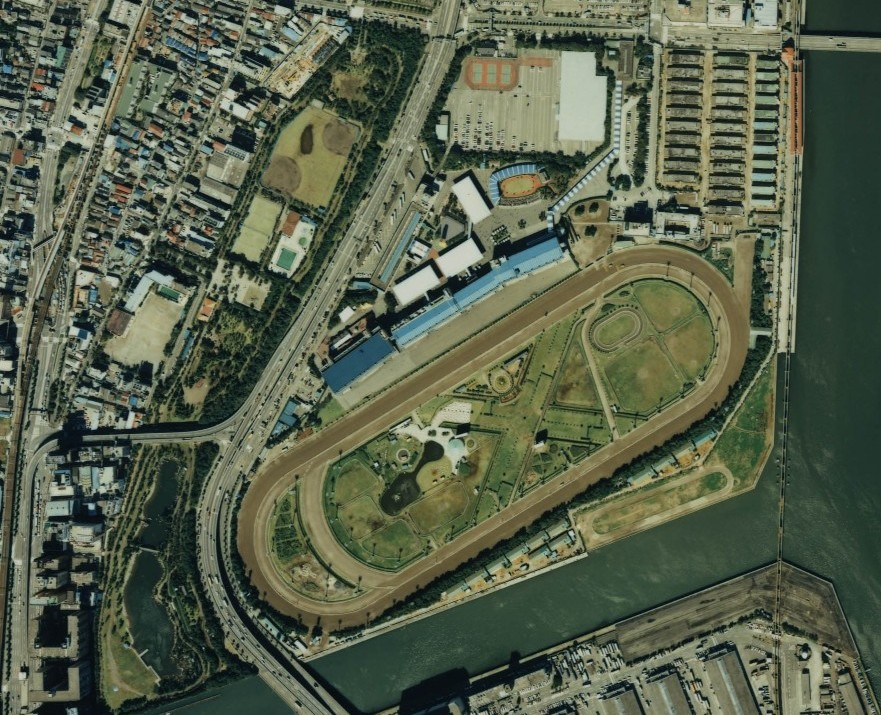
オープニングに登場した「大井競馬場」近辺（1989年当時）

『喜劇 駅前競馬』（きげき えきまえけいば）は、1966年10月29日に東宝系で公開された日本映画。カラー。東宝スコープ。東京映画作品。91分。

## 概要
『駅前』シリーズ第17作。本作より長瀬喜伴に代わって、当時『11PM』のよみうりテレビ版で司会者としても売り出した作家・藤本義一が担当する。
内容は「競馬ブーム」にあやかり、農耕馬を「競走馬」と騙された買った3人が、飼育して見事競馬で優勝させるまでを描く。なお登場する駅名は府中競馬正門前駅（京王競馬場線）である。
助演は「馬」つながりで藤田まことと三遊亭小金馬（後の四代目金馬、二代目金翁）、当時藤本と『11PM』で共演していた安藤孝子、そして初期作品『喜劇 駅前団地』に巡査役で出演した千葉信男が、同じ巡査役で出演している。

## スタッフ
- 製作：佐藤一郎、金原文雄
- 脚本：藤本義一
- 監督：佐伯幸三
- 撮影：村井博
- 音楽：松井八郎
- 美術：小島基司
- 照明：今泉千仭
- 録音：原島俊男
- スチル：橋山愈
- 編集：諏訪三千男

## 出演者
- 森田徳之助：森繁久彌
- 坂井次郎：フランキー堺
- 伴野孫作：伴淳三郎
- 松木三平：三木のり平
- 山本久造：山茶花究
- 伴野馬太郎：藤田まこと
- 景子：淡島千景
- 染子：池内淳子
- 由美：大空真弓
- 駒江：乙羽信子
- 鹿子：野川由美子
- 紙子：北あけみ
- 白馬：稲吉靖
- 五郎：松山英太郎
- 安子：藤江リカ
- 由在巡査：千葉信男[1]
- 駒山：館敬介
- ゲスト：三遊亭小金馬
- 安藤女史：安藤孝子
- しるこ屋の女将：星美智子
- 若い警官：北浦昭義
- アナウンサー：島碩弥
- 解説者：渡辺正人 (競馬)

## 同時上映
『クレージー大作戦』
- 脚本：笠原良三、田波靖男、池田一朗、坪島孝／監督：古澤憲吾／主演：ハナ肇とクレージーキャッツ
- 古澤作品とのカップリングはこれがラスト。